# میلوشوو (نگوتین)
میلوشوو (به صربی: Miloševo) یک منطقهٔ مسکونی در صربستان است که در نگوتین واقع شده‌است. میلوشوو ۵۱۷ نفر جمعیت دارد.